# Riesen-Chinaschilf

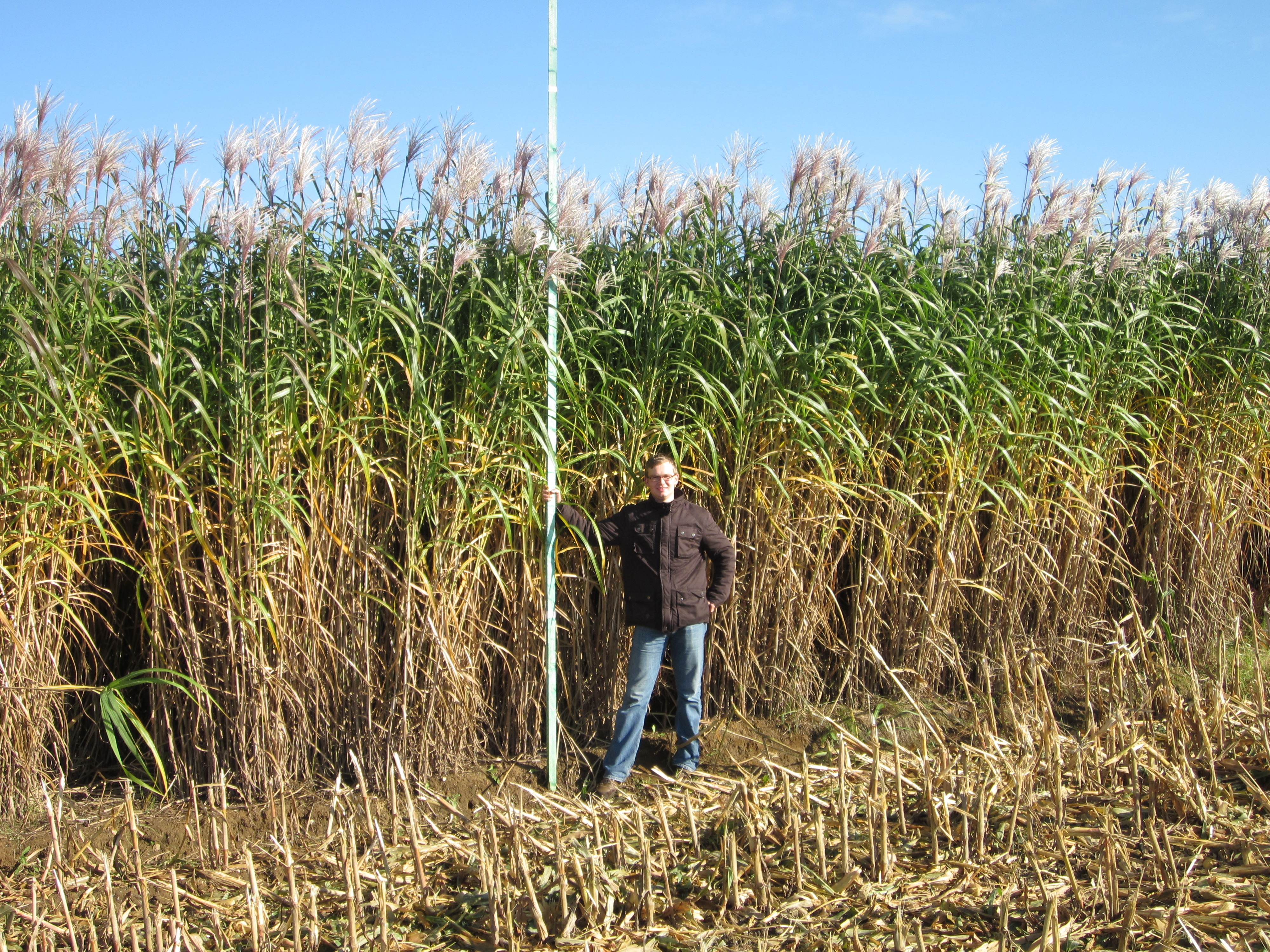
Miscanthus × giganteus auf einem Feld in Nordrhein-Westfalen

Riesen-Chinaschilf (Miscanthus × giganteus) ist eine natürliche Kreuzung aus dem Chinaschilf (Miscanthus sinensis) und Miscanthus sacchariflorus. Es stammt ursprünglich aus Japan. Um 1935 wurde Miscanthus × giganteus über Dänemark nach Mitteleuropa eingeführt.
Riesen-Chinaschilf verfügt über den sogenannten C4-Metabolismus, eine unter bestimmten Umweltbedingungen besonders ergiebige Form der Photosynthese; daher zeichnet sich die Pflanze, verglichen mit den C3-Pflanzen, unter bestimmten klimatischen Bedingungen durch eine besonders hohe Biomasseleistung aus. Sie kann auch im europäischen Raum Wuchshöhen von bis zu vier Metern erreichen und wird deshalb vermehrt als nachwachsender Rohstoff zur energetischen und stofflichen Nutzung angebaut.
Eine 2015 erschienene Review-Studie ergab, dass Riesen-Chinaschilf eine der drei ertragreichsten Energiepflanzen ist. Höhere Erträge wurden nur durch Pfahlrohr (Arundo donax) und Napiergras (Pennisetum purpureum) erzielt, wobei deren höhere Erträge nur an einer begrenzten Zahl von Standorten erzielt wurden und deshalb noch durch weitere Studien bestätigt werden müssen.

## Merkmale
Beim Riesen-Chinaschilf handelt es sich um einen triploiden Hybriden mit 57 Chromosomen, der durch eine Hybridisierung einer tetraploiden Form von Miscanthus sacchariflorus mit 76 und einer diploiden Form des Chinaschilfs (Miscanthus sinensis) mit 36 Chromosomen entstanden ist. Die Pflanze vereint entsprechend Merkmale beider Ursprungsarten.
Wie alle Miscanthus-Arten ist sie mehrjährig und bildet ein sprossbürtiges Rhizom, aus dem die Pflanzen austreiben. Der Spross erreicht eine Höhe von drei bis vier Metern mit lanzenförmigen, teilweise erektophilen Blattspreiten, wodurch eine optimale Lichtnutzung erreicht wird. Wie andere C4-Pflanzen, etwa Mais und Zuckerrohr, zeichnet sich Miscanthus durch eine sehr ergiebige Photosynthese aus, die zu einer starken Biomasseproduktion führt. Dabei werden pro Megajoule absorbierter Strahlung etwa 2,5 Gramm Biomasse gebildet.

## Verbreitung und Habitat
Riesen-Chinaschilf ist als Naturhybride in Japan zu finden, wobei ein genauer Entstehungsort für die Kreuzung nicht bekannt ist. Angenommen wird eine Entstehung in einer subtropischen Region Zentraljapans.
Die als nachwachsender Rohstoff angebaute Pflanze kann in warmen Sommern auch in Mitteleuropa blühen, jedoch keine keimfähigen Samen ausbilden. Eine unkontrollierte Ausbreitung über Rhizom- oder Wurzelstücke gilt als unwahrscheinlich, da Miscanthus als C4-Pflanze im Frühjahr nur eine sehr langsame Wuchsentwicklung verzeichnet und somit sehr konkurrenzschwach gegenüber heimischen Pflanzen ist.
In Mitteleuropa wird Riesen-Chinaschilf von einer großen Artenzahl von Kleinlebewesen wie Spinnen und Käfern als „Überwinterungsquartier“ genutzt. In den über den Winter aufgeräumten Agrarlandschaften nutzen Rehe und Wildschweine die Miscanthusbestände als Zufluchtsort.

## Taxonomie
Miscanthus × giganteus J.M.Greef & Deuter ex Hodk. & Renvoize, veröffentlicht 2001 durch Trevor R. Hodkinson und Stephen Andrew Renvoize in Kew Bulletin Band 56, Teil 3, S. 759, ist aus der Kreuzung von Miscanthus sacchariflorus × Miscanthus sinensis hervorgegangen. Sein heute gültiger Name ist Miscanthus × longiberbis (Hack.) Nakai, veröffentlicht 1917 durch Takenoshin Nakai in Botanical Magazine, Tokyo [Shokubutsu-gaku zasshi], Band 31, S. 12. Synonyme sind: Miscanthus matsumurae var. longiberbis Hack., Miscanthus hackelii var. breviberbis Honda und Miscanthus × ogiformis Honda.

## Verwendung

### Nutzungsgeschichte
In den Ursprungsgebieten als Rohstoff für Matten und Flechtwerk zum Sicht- und Windschutz sowie als Futterpflanze bekannt und in Mitteleuropa lange Zeit nur als Zierpflanze in Gärten eingesetzt, rückte Riesen-Chinaschilf Ende der 1970er Jahre bei der Suche nach alternativen Energiequellen in das Blickfeld von Forschung und Entwicklung. Die Pflanze wurde nicht nur als möglicher Biomasselieferant, sondern auch als Faserpflanze untersucht. Wegen des möglichen hohen Trockenmasseertrages (15 bis 25 Tonnen je Hektar nach Versuchen des baden-württembergischen Landwirtschaftsministeriums) spielte sie von nun an eine gewisse Rolle als nachwachsender Rohstoff.
Ende der 1980er Jahre wurden große Hoffnungen auf die Pflanze gesetzt. In den Jahren 1991 bis 1994 fand von Seiten der deutschen Bundesregierung und der Veba Öl AG eine intensive Forschungsförderung zur Biomassebereitstellung sowie zur energetischen und stofflichen Nutzung von Miscanthus × giganteus statt. Die Rohstoffpflanze konnte damals die hohen an sie gesetzten Erwartungen nicht erfüllen. Hohe Auswinterungsverluste im Pflanzjahr, hohe Pflanzgutkosten, Lagerungsprobleme aufgrund der geringen Schüttdichte, fehlende Verwendungsmöglichkeiten des gewonnenen Rohstoffes sowie eine fehlende Wirtschaftlichkeit standen nach Projektbeendigung noch als Kernprobleme einem großflächigen Anbau entgegen.
Einige der ursprünglich vorhandenen Probleme konnten mittlerweile durch Forschungsförderung und durch Pioniergeist innerhalb der Landwirtschaft gelöst werden. So konnte durch die Entwicklung der Rhizomvermehrung das Problem der Auswinterungsverluste verringert und die Pflanzgutkosten auf weniger als die Hälfte reduziert werden. Mittlerweile haben sich eine Vielzahl von unterschiedlichen Verwendungsformen von Riesen-Chinaschilf etabliert, die von der stofflichen Nutzung in Leichtbetonbausteinen, über Tiereinstreu, bis hin zur energetischen Nutzung in Biomassefeuerungsanlagen reichen. Aufgrund stark angestiegener Heizölpreise (seit 1994 um mehr als den Faktor 5) stellt sich mittlerweile die Wirtschaftlichkeit auch in Hinblick auf andere Konversionsprozesse (z. B. Verflüssigung, Pyrolyse) weit positiver dar.

### Inhaltsstoffe
| Heizwert      | 18,1 – 18,5 MJ/kg   |
| Aschengehalt  | 2,7 – 3,1 %         |
| Chlor         | 0,2 %               |
| Stickstoff    | 0,4 %               |
| Kalium        | 0,5 %               |
| Schwefel      | 0,06 %              |
| Lignin        | 21–24 %             |
| Holocellulose | 75–81 Gew.% b.a. tm |

Die Inhaltsstoffkonzentrationen der oberirdischen Biomasse variieren sehr stark je nach Erntezeitpunkt, der Witterung während der Wintermonate und den Bodeneigenschaften. Generell gilt, je später der Erntezeitpunkt gewählt wird, desto geringer ist der Gehalt an Mineralien. Dies gilt in besonders starkem Maße für Chlor, Kalium und Schwefel. Dies ist zum einen durch den Nährstoff-Rücklagerungsprozess und zum anderen durch die Ausspülung der Nährstoffe durch Niederschlagswasser zu erklären. Für die Produktion von Biomasse für die energetische Verwertung sollte zudem auf Standorte zurückgegriffen werden, auf denen zuvor nicht mit chlor-haltigen Düngemitteln gedüngt wurde. Die nebenstehende Tabelle gibt Richtwerte für qualitätsbestimmende Biomasse-Parameter und Inhaltsstoffkonzentrationen der Sorte Miscanthus × giganteus.

### Energetische Nutzung

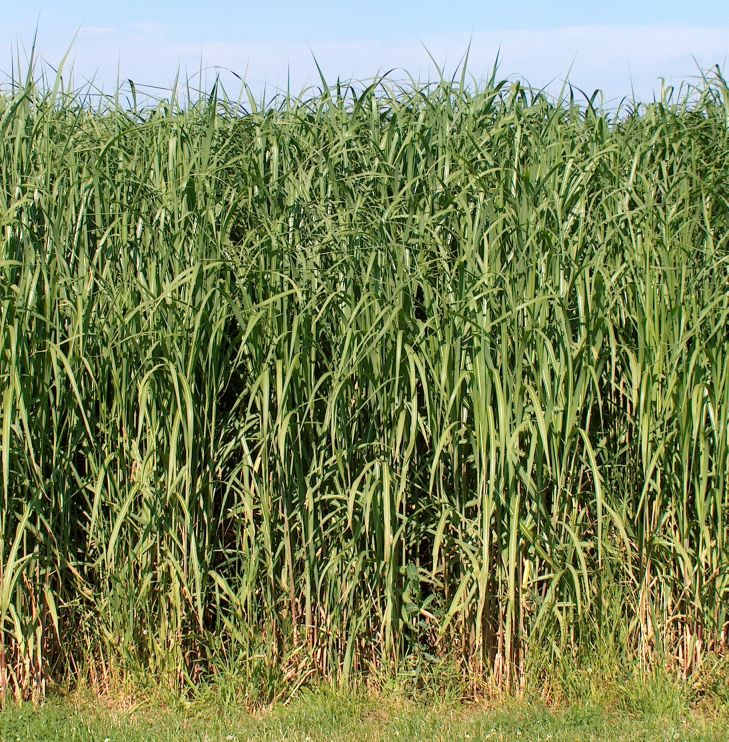
Riesen-Chinaschilf auf einem Feld

Inzwischen findet das schnellwüchsige Chinaschilf wegen seines hohen Brennwertes und seiner günstigen Kohlendioxidbilanz in gewissem Umfang Verwendung als Brennstoff zur Energiegewinnung in Biomasseheizkraftwerken. Pilotprojekte existieren in Österreich und Deutschland. In Österreich sind Förderungen des Anbaus über den Umweg der Stilllegungsprämie der Landwirtschaftskammer möglich.
Ein wesentlicher Vorteil von Riesen-Chinaschilf ist der relativ hohe Trockenmasseertrag pro Hektar in Verbindung mit einem sehr geringen Wasserbedarf. Vorteilhaft ist auch die Verlagerung der Nährstoffe aus den Blättern in das Rhizom gegen Ende der Vegetationsperiode. Dadurch ist der Düngungsbedarf dieser Pflanze gegenüber anderen Nutzpflanzen reduziert. Durch die mehrjährige Ernte ohne jährliches Ansäen entfallen auch die jährlichen energieintensiven Bodenaufbereitungsarbeiten, was die Energiebilanz deutlich gegenüber anderen nachwachsenden Rohstoffen, wie zum Beispiel Raps als pflanzlicher Kraftstoff verbessert.
Von Nachteil für den Produzenten sind die geringen Anbauerfahrungen, die hohen Investitionen für das Pflanzgut und die bei mehrjährigen Kulturarten dauerhafte Flächenbindung, die einer schnellen Reaktion auf Änderungen der EU-Agrarpolitik entgegenstehen.
Durch die relativ geringe Schüttdichte ist, abgesehen von den oben genannten Anbauproblemen, ein Transport über längere Wegstrecken unrentabel. Bei einer nahen Verwendung zur Förderung einer regionalen Energieunabhängigkeit ist dieser Umstand allerdings wegen der kurzen Wege nicht mehr als Nachteil zu betrachten. Abhilfe kann außerdem ein Pelletieren des Rohstoffes schaffen; die ersten Pelletierversuche befinden sich aber noch im Anfangsstadium. Erprobt hingegen ist bereits die Brikettierung: Mit hydraulischen Brikettierpressen lassen sich Briketts mit einem Durchmesser von 5 bis ca. 7 cm wesentlich kostengünstiger herstellen als Pellets mit einer Pelletiermaschine.
Problematisch ist immer noch die Schlackenbildung bei der Verbrennung des Häckselgutes, das – ähnlich wie Stroh – einen hohen Siliziumanteil aufweist und daher nicht in allen Hackschnitzelfeuerungen verbrannt werden kann. Durch das wachsende Interesse, nicht zuletzt wegen der steigenden Rohölpreise, ist aber eine verstärkte Entwicklung seitens der Heizkesselhersteller zu beobachten.

### Stoffliche Nutzung
Auch im Bereich der stofflichen Nutzung findet das Riesen-Chinaschilf zahlreiche Verwendungsmöglichkeiten. Als Zuschlagstoff zu Leichtbetonbausteinen bietet es den Vorteil, die Dämmeigenschaften des Betonkörpers zu verbessern. In Deutschland findet es bislang nur Verwendung als Füllmaterial für Spanplatten, die Anbaufläche für diese Nutzung entspricht maximal 50 ha (Heyer 2008) und damit einer Gesamtmasse von maximal 1.500 t Trockenmasse. Darüber hinaus könnte es zukünftig gemeinsam mit Kurzumtriebsholz als lignocellulosereicher Rohstoff für die Versorgung der Bioraffinerietechnologie von Bedeutung sein.

## Anbau

### Züchtung, Sorten

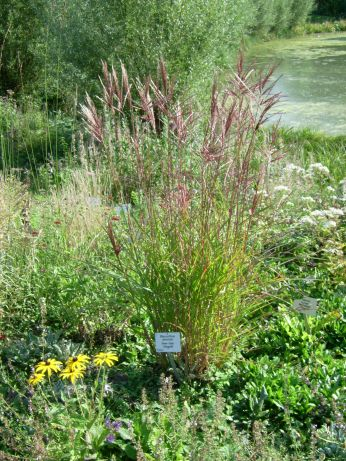
Miscanthus sinensis als Zierpflanze

Bislang gelten eine hohe Biomasseleistung und eine ausreichende Winterhärte als die wichtigsten Kriterien für die Sortenwahl. Anbauerfahrungen aus dem großflächigen Anbau liegen für Miscanthus × giganteus und die früher reifende Mehrklonsorte 'Amuri' vor. Miscanthus × giganteus ist die mit Abstand am meisten angebaute Sorte. In den neunziger Jahren fanden Anbauversuche auch mit den Miscanthus sinensis-Sorten 'Goliath', 'Poseidon' und weiteren statt, die sich aufgrund geringer Ertragsleistungen jedoch nicht durchsetzen konnten.
Zunehmend werden verschiedene Sorten und Genotypen auch auf ihre Eignung für verschiedene spezifische Verwendungszwecke untersucht. Für die Verwendung als Zuschlagstoff zu Leichtbetonbausteinen konnten bereits Pflanzen mit besonders guten Bindeeigenschaften gefunden werden. Langfristiges Ziel ist die Selektion von ertragsstarken Sorten, die sich aufgrund positiver chemisch-physikalischer Eigenschaften besonders gut für die Verbrennung, Pyrolyse oder Verflüssigung eignen.

### Standortansprüche
Als Faustformel für die Standortfrage wird der Vergleich zum Maisanbau gezogen. Ein guter Maisstandort ist auch ein guter Miscanthusstandort. Optimal sind also tiefgründige, gut durchwurzelbare, humose Lehmböden mit guter Wasserführung, gutem Nährstoffspeichervermögen und Niederschlägen zwischen 500 und 600 mm in der Vegetationszeit. Auch leichte, sandige bis lehmsandige Böden eignen sich für den Anbau. Mangelnde Wasserversorgung zwischen Juni und September (Hauptwachstumszeit) kann hier aber zum begrenzenden Faktor werden. Ein Totalausfall ist aber aufgrund des unterirdischen Speicherorgans fast ausgeschlossen. Miscanthusanbau kann auf einem sehr breiten Bodenspektrum erfolgen und wird in vielen Betrieben zunächst auf Grenzstandorten „probiert“. Der Erfolg ist häufig überraschend positiv. Höhenlagen über 700 Meter über NN sind wie beim Maisanbau eher ungeeignet.
Als wärmeliebende C4-Pflanze benötigt er Standorte mit einer mittleren Temperatur von mindestens 8 °C. Spätfröste können zu einer Schädigung junger Triebe führen.
Standorte mit tiefgründigen, humosen und sandig-lehmigen Böden mit einer guten Bodenstruktur und Wasserführung sowie einem hohen Nährstoffspeichervermögen eignen sich besonders für den Anbau von Miscanthus. Kalte und zu Staunässe neigende Böden mit mangelnder Durchlüftung sind nicht geeignet. Auf sehr sandigen Böden mit einem niedrigen Grundwasserstand entscheiden die Niederschlagsmenge und die jahreszeitliche Verteilung der Niederschläge das Ertragsniveau.

### Bodenbearbeitung und Pflanzung
Durch seine Eigenart als triploider Artbastard fehlt der Pflanze die Fähigkeit keimfähige Samen auszubilden. Sie bildet unterirdische Speicherorgane – Rhizome – zur Überwinterung und Vermehrung. Miscanthus x giganteus ist dabei horstbildend, so dass es nicht zu einem unkontrollierten Wucherwuchs kommt. Der Horst dehnt sich über eine Fläche von ca. 1 m² aus, daher auch die Faustzahl von einem Rhizom pro Quadratmeter. Miscanthus ist ein Flachwurzler und somit keine Gefahr auf drainierten Flächen. Aufgrund der oben genannten Eigenschaften kommt eine Vermehrung daher nur vegetativ durch Teilung der Rhizome oder über Mikrovermehrungsverfahren in Frage. In der Praxis hat sich die Rhizompflanzung gegen die Meristemvermehrung (vorgezogene Jungpflanzen) durchgesetzt. Die Bestandsetablierung mit Rhizomen ist einfacher, kostengünstiger und die Anwachsrate ist vergleichbar. Zur Sicherheit und weil der häufig vorhandene Reihenabstand der Pflanztechnik (75 cm) es bedingt, werden oft 1,3 Rhizome pro Quadratmeter gepflanzt. Gepflanzt wird mit umgebauten Kartoffellegemaschinen oder eigens konstruierten Pflanzmaschinen. Der Pflanztermin liegt zwischen Ende März und Mitte Mai. Bei vorgezogenen Pflanzen sollte erst nach dem Ende der Spätfröste gepflanzt werden. Der Pflanzvorgang selbst kann bei der Etablierung eines Bestandes also mit einfachsten Mitteln bestritten werden. Wichtiger sind Ackervorbereitung, Rhizomqualität, Rückverfestigung und die spätere Bestandspflege. Zur Ackervorbereitung ist das Erstellen einer Pflugfurche und die anschließende Feinlockerung mit der Kreiselegge hierbei meist die beste Lösung. Der Boden ist dann gut gelockert und der Acker zunächst „frei“ von Unkraut. Die anschließende Rückverfestigung erfolgt dann entweder durch die Pflanzmaschine (ein Rad läuft auf der Pflanzreihe) oder durch nochmalige Bearbeitung mit der Kreiselegge, die dann aber sehr flach und fast ausschließliche auf der Walze läuft. Bei hoher N-Nachlieferung, also Grünlandumbruch oder Einarbeitung großer Mengen organischer Masse, kann es zu einer Stickstoffüberversorgung kommen. Dies führt zur Verzögerung der Abreife und damit zu weniger Nährstoffeinlagerung im Rhizom. Dies kann problematisch im Hinblick auf Frostresistenz und Wiederaustrieb sein. Auch sind bei Grünland- und Stilllegungsumbruch einzelne Fälle von Drahtwurmbefall bekannt, diese Problematik geht aber oft mit minderwertigem Pflanzgut einher.
Damit ist bereits ein entscheidendes Thema angeschnitten – die Rhizomqualität. Zum einen ist auf die Beschaffenheit des Rhizoms zu achten. Das Rhizomstück sollte ausreichend groß (6 – 13 cm lang) sein und über genügend gut ausgebildete „Augen“ (3 – 5 leicht rötliche Knospen) verfügen. Zum anderen neigen die Rhizome schnell zur Austrocknung und sollten daher schnellstmöglich nach der Rodung wieder eingepflanzt werden. Während dieser Zeit sind sie feucht zu halten und windgeschützt zu lagern. Es sollte auch darauf geachtet werden, dass der Mutterbestand nicht überaltert ist, da sonst der Todanteil enorm zunimmt. Professionelle Vermehrer legen jährlich Prüf- bzw. Referenzbestände an, um eine gute Rhizomqualität zu gewährleisten.
Pflanzgutpreise variieren stark mit der Abnahmemenge und sollten im Zusammenhang mit der Verfügbarkeit direkt beim Lieferanten erfragt werden.

### Pflanzenschutz
Riesen-Chinaschilf bedarf besonders im ersten aber häufig auch im zweiten Standjahr der Unkrautbekämpfung, da die Pflanze vor der Bestandsschließung extrem konkurrenzschwach ist. Ab dem dritten Standjahr sind die Bestände dicht und geschlossen, Unkräuter werden somit vollständig unterdrückt. Es gibt einzelne Herbizide die eine Genehmigung nach Artikel 51 der Zulassungsverordnung für den Einsatz in Miscanthus haben. Weitere Mittel müssen per Einzelfallgenehmigung durch den Anwender „freigeschaltet“ werden. Diese Ausnahmegenehmigung nach § 22 Abs. 2 (früher § 18b) des Pflanzenschutzgesetzes (PflSchG) kann relativ unproblematisch erlangt werden, da die zu erbringende Rückstandsfreiheit für Nahrungs- und Futtermittel bei NaWaRo-Nutzung praktisch wegfällt. Ob das Mittel letztendlich im Miscanthus wirkt, dafür hat der Anwender selbst Sorge zu tragen. Zur mechanischen Unkrautbekämpfung empfiehlt sich der Einsatz eines Hackstriegels oder gegen Problemunkräuter der Einsatz von üblichen Mais-Reihenhackgeräten. Während der Anfangsphase muss bei starkem Unkrautdruck in der Reihe manuell gehackt werden.

### Ernte

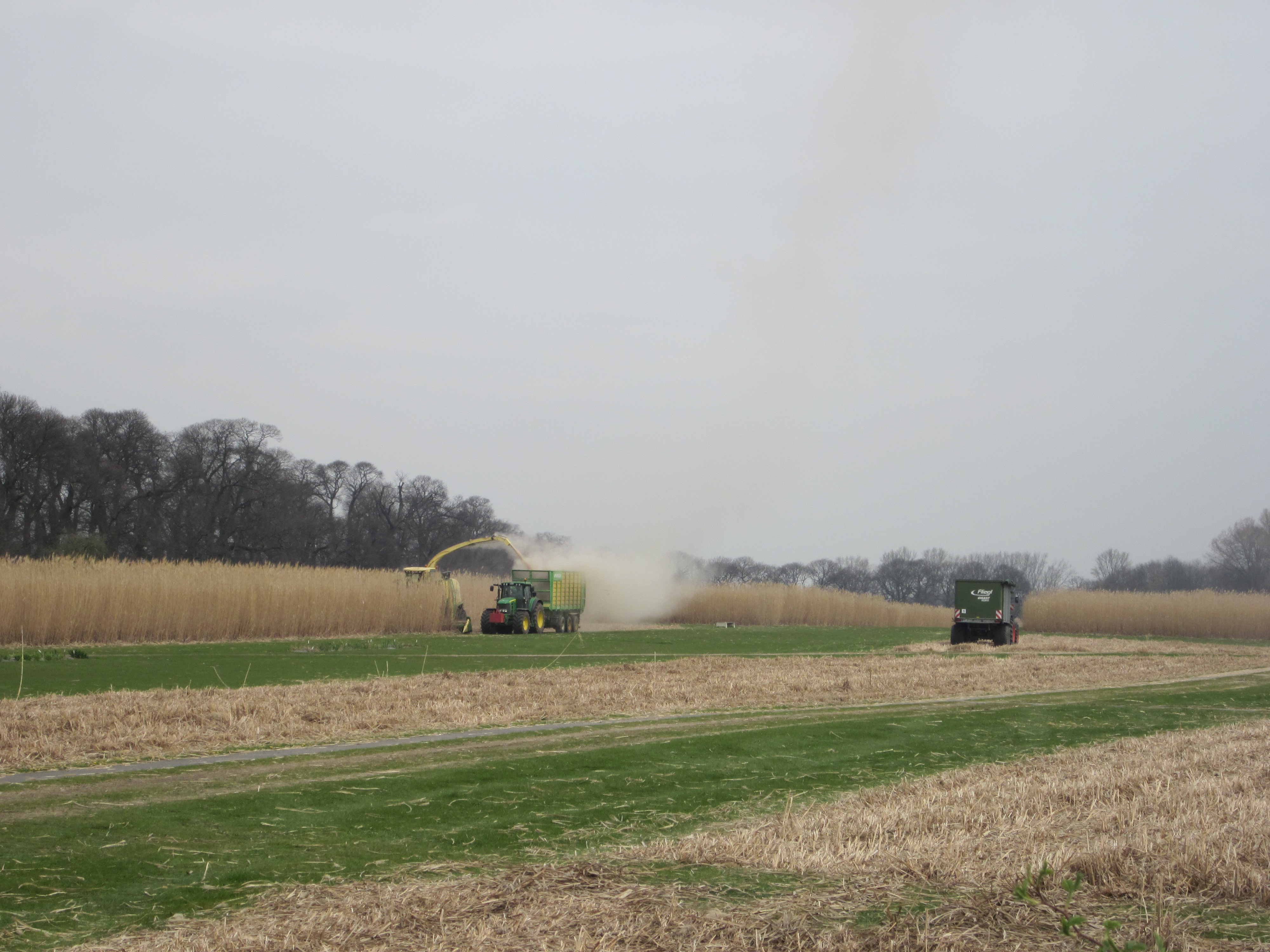
Miscanthus Ernte bei Schloss Dyck in Nordrhein-Westfalen

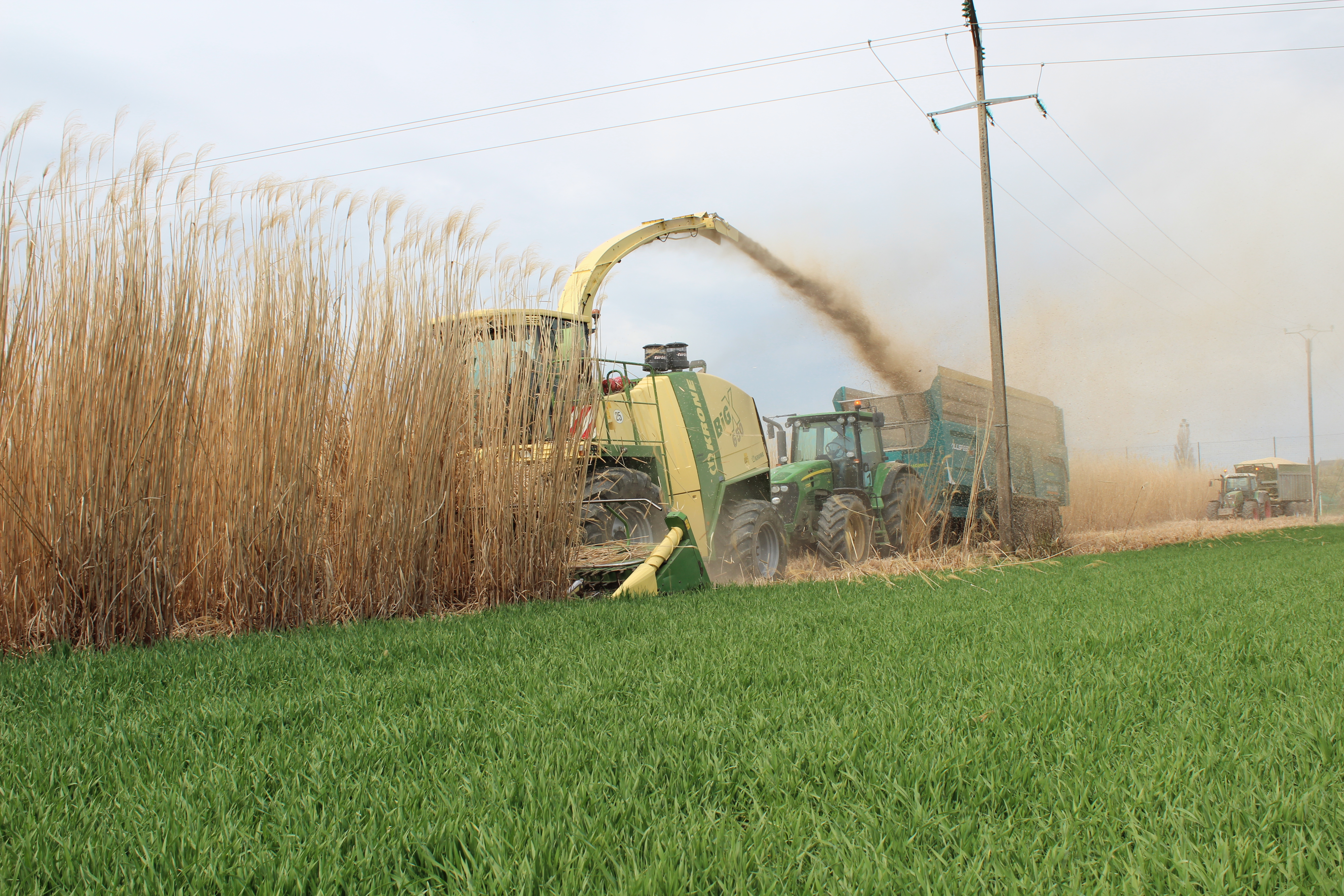
Miscanthus Ernte in Frankreich

Riesen-Chinaschilf verlagert über die Wintermonate einen Großteil der im Spross vorhandenen Nährstoffe in das unterirdische Speicherorgan (Rhizom). Dieser Verlagerungsvorgang geht einher mit einer Abnahme des Feuchtegehaltes der oberirdischen Sprossmasse.
Aus zwei Gründen sollte deshalb erst in der Zeitspanne von Januar bis März geerntet werden:
1. die in das Rhizom verlagerten Nährstoffe stehen der Pflanze im Frühjahr für einen kräftigen Wiederaustrieb zur Verfügung.
2. die zu erntende oberirdische Sprossmasse ist bereits auf zirka 18–20 % Feuchtegehalt abgetrocknet und kann meist ohne eine technische Nachtrocknung einer energetischen Nutzung (etwa durch Verbrennung) zugeführt werden.

Die Ernte sollte so spät wie möglich im Frühjahr erfolgen, das heißt kurz vor dem Wiederaustrieb im April. Nun sind nicht nur die Trockenmassegehalte höher, sondern auch – gerade bei der energetischen Nutzung wichtig – die Chlorgehalte geringer. Auch sollte darauf geachtet werden, dass die Blätter bereits größtenteils abgefallen sind. Die nährstoffreichen, sich auf dem Boden zersetzenden Blätter, geben die Mineralien dem Pflanzenbestand wieder zurück und helfen somit den Nährstoffkreislauf zu schließen. Ein hoher aschereicher Blattanteil kann zudem in Biomassefeuerungsanlagen zu technischen Störungen führen.
Je nach anschließendem Verwertungszweck kann mit einem Feldhäcksler mit reihenunabhängigem Schneidwerk (Häckselkette) oder mit einem Mäh-Knick-Zetter (Ballenlinie) geerntet werden. Für die Ballenlinie wird das Erntegut anschließend auf Schwad gelegt und zu Ballen gepresst. Auch gibt es bereits Kombinationen, in denen das Erntegut direkt vom Häcksler in eine Ballenpresse überführt wird. Dies bietet den Vorteil, dass das Erntegut keinen Bodenkontakt erfährt und somit weniger Fremdstoffe (Erde, Sand, nasse Blätter etc.) enthält und damit bessere Verbrennungseigenschaften besitzt.
Je nach Standortbedingungen sind Erträge von 10–20 t Trockenmasse/ha*Jahr möglich. Bei optimaler Wasserversorgung, zum Beispiel durch Beregnung kann auch mit weit höheren Erträgen gerechnet werden, die bis zu 25–30 t Trockenmasse/ha reichen können.